# Sint-Corneliuskerk (Gelrode)
De Sint-Corneliuskerk is een kerk in de dorpskom van het Belgische dorp Gelrode (Aarschot). De kerk is toegewijd aan Sint-Cornelius.

## Ontstaan van de parochie

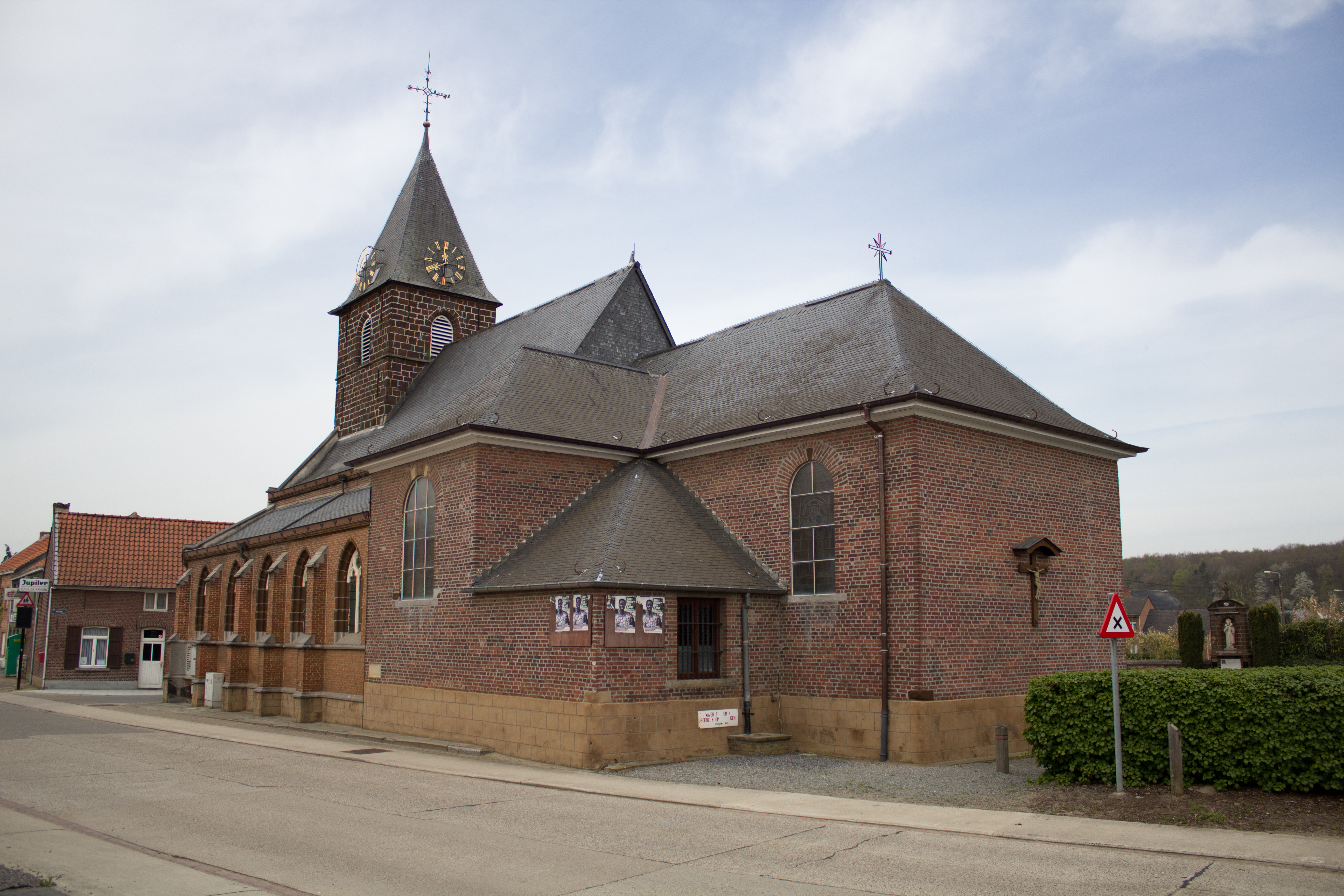
Parochiekerk Sint-Cornelius (Gelorde) met zicht op het vroeg 19e-eeuwse classicistisch koor en laat 19e-eeuwse neogotisch schip

Gelrode behoorde oorspronkelijk bij de uitgestrekte parochie van Onze-Lieve-Vrouw te Aarschot. Waarschijnlijk stond er reeds voor 1400 een kapel, die toegewijd was aan de in onze streken populaire heilige Sint-Cornelius. De parochianen dienden voor de sacramenten zoals doopsel, huwelijk en begrafenis naar Aarschot te gaan of waren – zoals voor de ziekenzalving - aangewezen op een bediening vanuit Aarschot. Als tegemoetkoming werden in de kapel enkele missen gecelebreerd.
De wens van de inwoners om een eigen kerk en een residentiële priester te hebben, werd lange tijd door de abt van Sint-Geertrui - de abdij waarvan de parochie van Onze-Lieve-Vrouw te Aarschot afhing - afgewezen. Een petitie van de Gelderodenaren die door de meesten onder hen met een kruisje was ondertekend, werd honend verworpen. Een kleine toegeving in 1771 liet toe dat er gewijd water in de kapel mocht bewaard worden.
In 1791 wordt de kapel van Gelrode eerst een hulpkerk van de parochiale hoofdkerk van Aarschot en nog datzelfde jaar wordt Gelrode een zelfstandige parochie.

## Beschrijving exterieur[3][4]

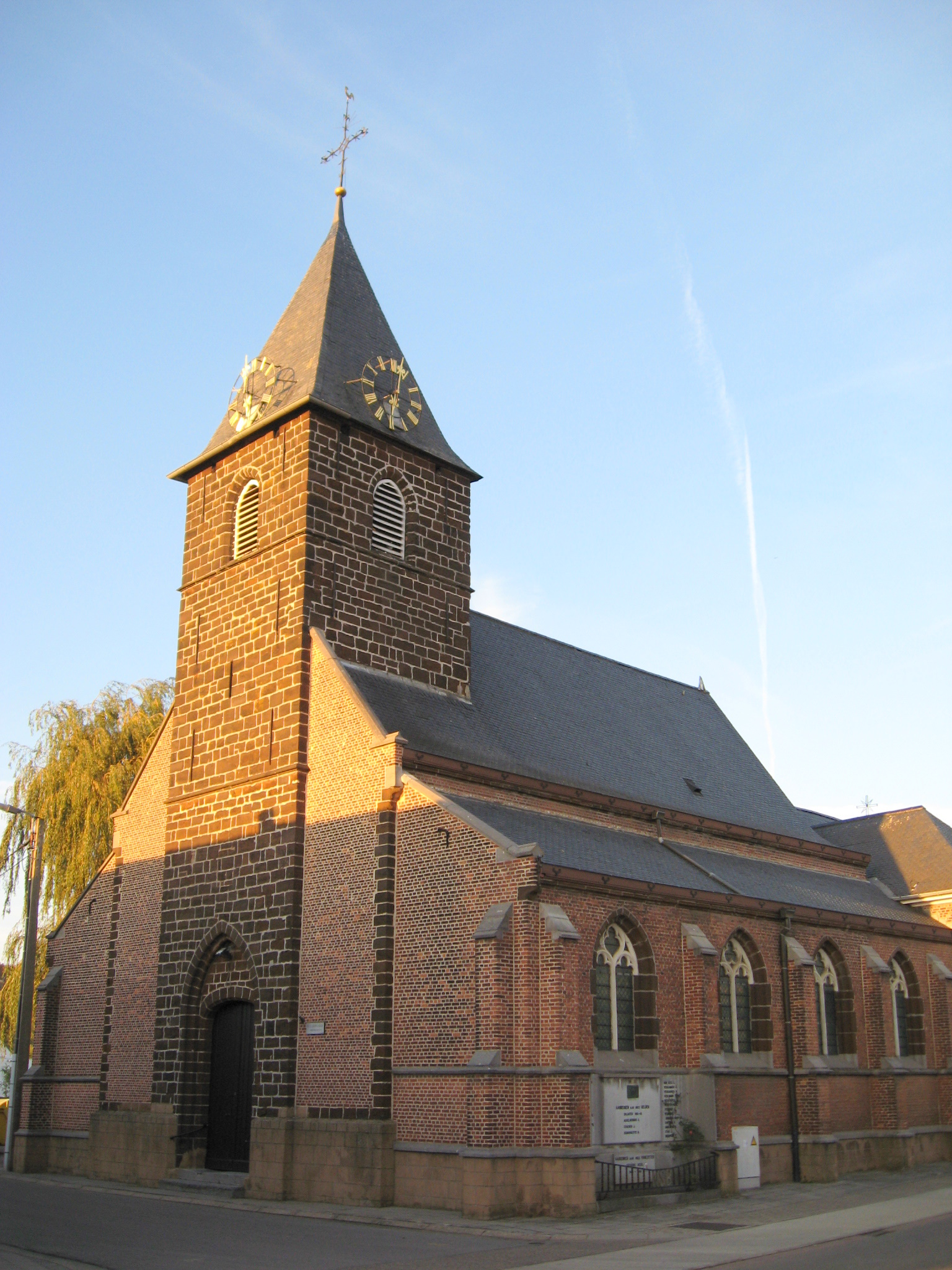
Parochiekerk Sint-Cornelius (Gelrode) met zicht op gotische toren en laat 19e-eeuws neogotische schip.

De driebeukige Sint-Corneliuskerk is het resultaat van drie bouwfasen.
Het oudste zichtbare deel is de 16e-eeuwse gotische toren opgetrokken in lokale ijzerzandsteen. Deze steensoort was in de nabijheid volop aanwezig, onder andere in de groeves van de Eikelberg. De ingang is een korfboogportaal. Tijdens de godsdiensttroebelen op het einde van de 16de eeuw, brandde de kapel af. Alleen de muren van de toren stonden nog overeind.
Rond 1800 werden het huidige, eenvoudig classicistisch koor, de sacristieën en het transept opgetrokken, overwegend in baksteen.
In 1898 werd door architect Pierre Langerock het schip herbouwd in neogotisch stijl. De bakstenen muren worden geschraagd door weinig uitstekende steunberen. Het geheel wordt verlevendigd door hardstenen accenten. De ramen vallen op door hun combinatie van wit zandstenen traceerwerk, de donkere ijzerzandstenen omlijstingen en de grijze hardstenen raamdorpels.
Over nagenoeg gans de omtrek van de kerk bestaat de muurbasis uit ijzerzandsteen.

## Beschrijving interieur[5]
Binnen getuigen de classicistische orgelkast, de muurbetimmering in het hoogkoor (1836) en de laatbarokke zijaltaren (1828) van het vakmanschap van meester-schrijnwerker Petrus Dieltiens uit Grobbendonk.
Het hoofdaltaar, dat eveneens laatbarok oogt, werd pas in 1859 door schrijnwerker Jozef Dieltjens uit Wezemaal vervaardigd. Het thema is dit van de Heilige Drievuldigheid. Bovenaan wordt de Heilige Geest als een duif in een stralenkrans afgebeeld. Centraal zien we God de Vader met wereldbol. Het tabernakel toont Christus en de Emmaüsgangers. Het is afkomstig uit het voormalig klooster van de Bogaarden te Aarschot.
Het orgel (1841) is letterlijk uniek omdat dit voorlopig het enige orgel is dat kan toegeschreven worden aan orgelmaker Carolus Quantin uit Leuven. Het werd in 1981 beschermd als monument.

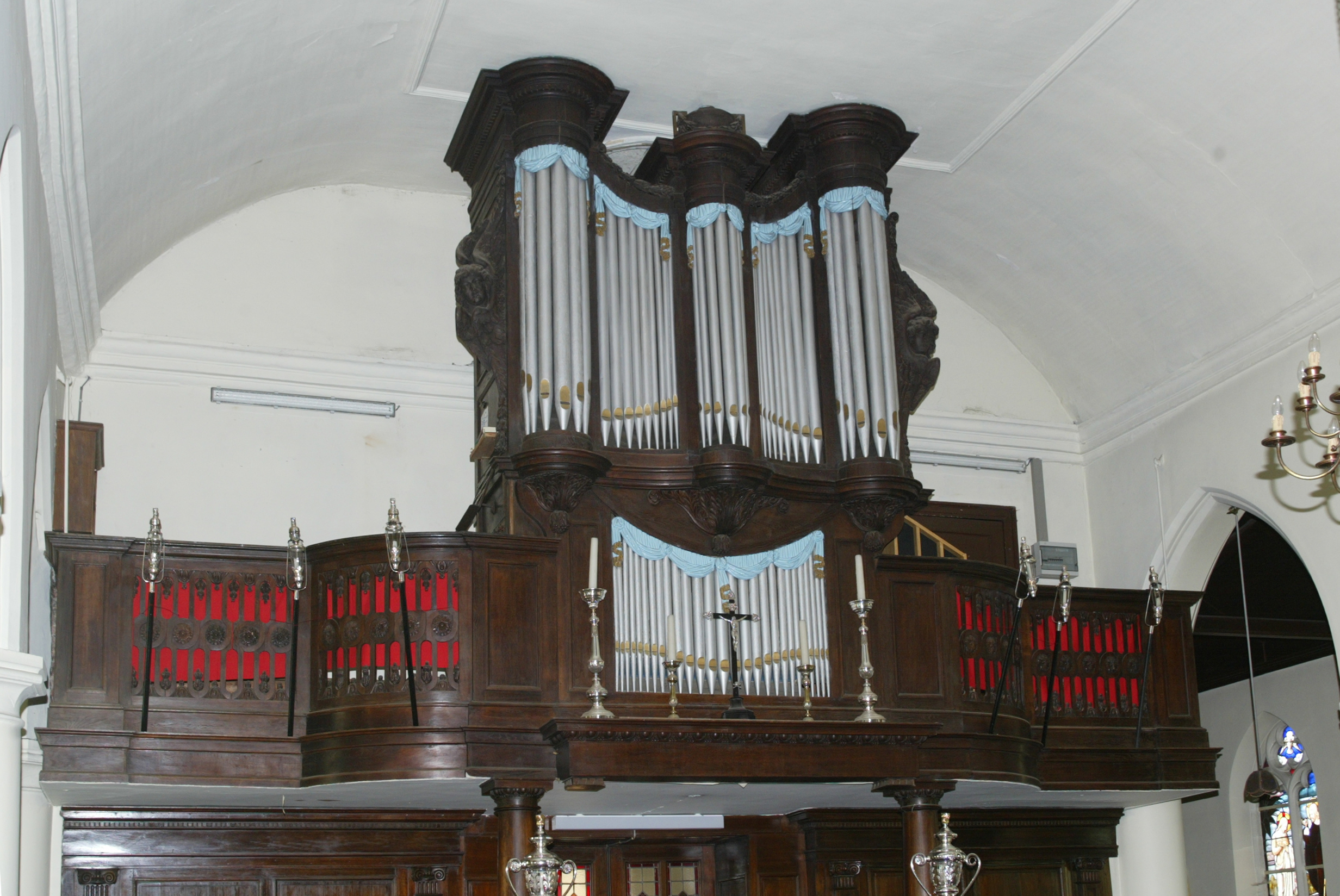
Orgel uit 1841 van orgelmaker Carolus Quantin uit Leuven.

Vijf gebrandschilderde glas in loodramen dateren van de jaren 1941-1944 en zijn afkomstig uit het atelier van glazenier Charlier uit Leuven. Ze werden in volle oorlogstijd door de parochianen geschonken.
Andere interessante stukken zijn de eiken, hoogbarokke communiebank (ca. 1700). Delen ervan werden na het Tweede Vaticaans Concilie in het huidige volksaltaar verwerkt.
De eiken biechtstoel oogt classicistisch, maar dateert uit de 18de eeuw.

## Sint-Cornelius[6]
Het beeld van ‘Sinte-Korneel’ op het zijaltaar dateert uit de 16de eeuw, maar de polychromie is modern. Uit heel het Hageland kwamen bedevaarders op 16 september naar de processie, de feestdag van de heilige. Vaak bestonden de offergaven uit levende have zoals kippen, varkens, lammeren, .. Die werden per opbod aan de kerkdeur verkocht. Nog tot in de jaren vijftig van vorige eeuw kwamen moeders van uren in het rond op begankenis om hun kleine kinderen te vrijwaren van de ‘seskens’ of stuipen.

## Kerkhofsite[4]

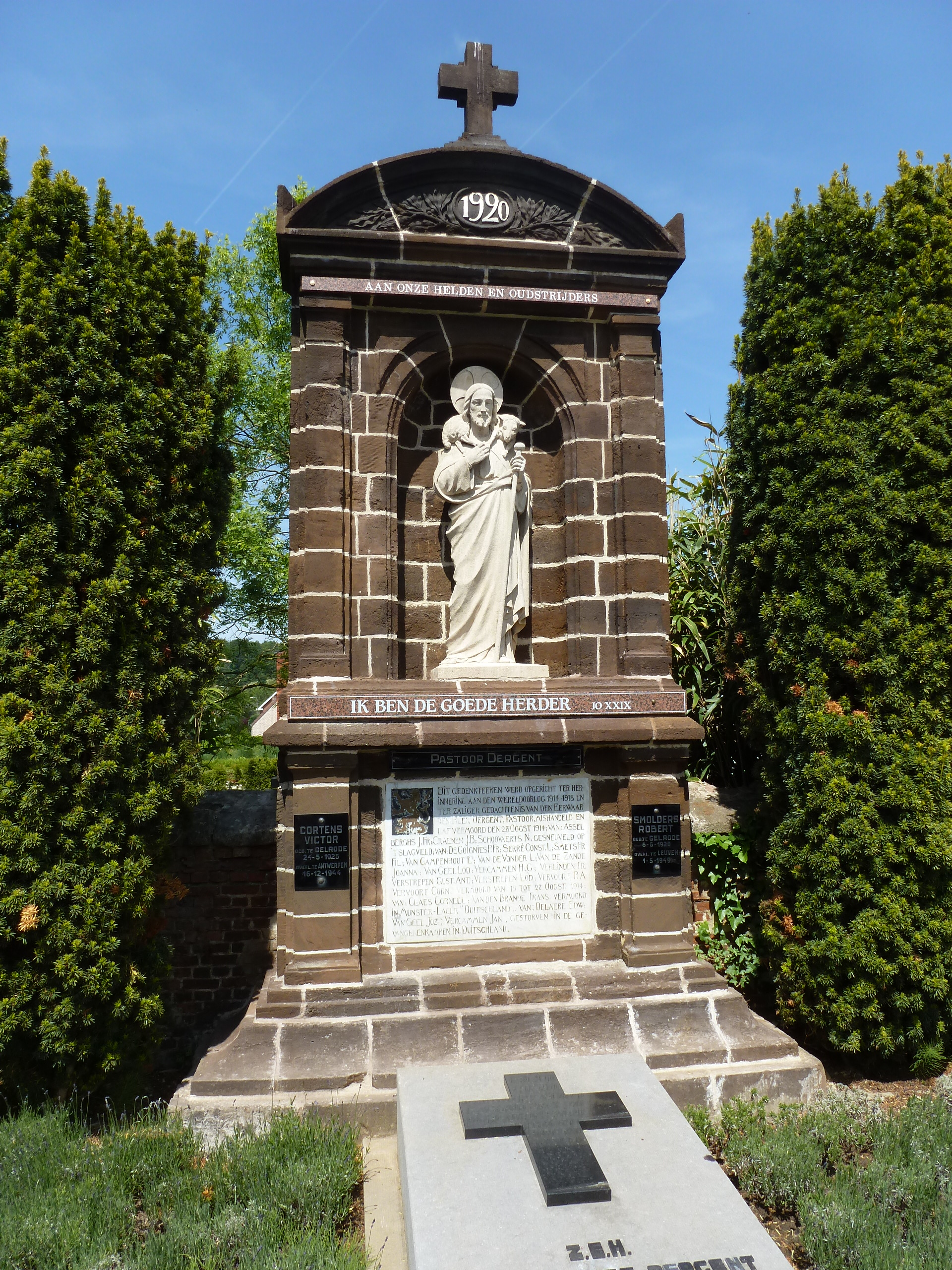
Grafmonument (1920) van priester Pieter-Jozef Dergent.

Het kerkhof sluit onmiddellijk aan bij de noord- en oostzijde van het kerkgebouw. De site is sedert 21 juni 2013 door de commissie (Vlaams-Brabant) deels als waardevol erkend .
De Gelderodenaren werden eeuwenlang begraven op een aparte hoek van het kerkhof aan de Onze-Lieve-Vrouwekerk te Aarschot. In 1792 wordt een volwaardig kerkhof aan de Sint-Corneliuskerk gewijd. Waarschijnlijk was het kerkhof van de omgeving afgescheiden door een haag. We weten dat in 1847 en 1853 delen van de haag verwijderd werden en vervangen door een stenen muur. In 1875 komt er een ijzeren hek aan de straatkant. Op een foto van 1920 wordt het uitzicht vooral bepaald door houten en gietijzeren kruisen tussen het gras.
Van de graftekens op het kerkhof valt vooral het grafmonument van pastoor Pieter-Jozef Dergent op. Deze parochiepriester werd in augustus 1914 door de Duitsers vermoord. Nabij dit monument ziet men de graven van de vermoorde burgers (1914 – 1918) en van oud-strijders uit de beide wereldoorlogen.